# Klaegerscher Viehmarkt
Der Klaegersche Viehmarkt (vereinzelt auch Neuer Viehmarkt oder Viehmarkt am Landsberger Thor genannt) hielt von 1826 bis 1871 praktisch das Monopol darauf, in Berlin den Viehhandel auszurichten und befand sich auf der Landsberger Straße 86, vor dem Landsberger Tor innerhalb der Berliner Zoll- und Akzisemauer (heute Platz der Vereinten Nationen). Die zentrale Stellung ließ sich auf den Stelzenkrug am Ochsenplatz (heute Alexanderplatz) bis auf 1681 zurückführen. 1871 wurde das Monopol anlässlich kommerzieller Bemühungen von Dritten, eines Vorfalls der Rinderpest und vor allem wegen der Bemühungen des Magistrats von Berlin zur Verstaatlichung des Viehhandels und der -schlachterei beendet.

## Geschichte

### Mastverbot 1681 in Berlin
Seit 1591 gab es bereits eine kurfürstliche Fleischer-Ordnung in Berlin und Cölln an der Spree, die z. B. Schlachtungen nur in städtischen Schlachthäusern erlaubte. Ansonsten sind Schweine, Rinder und andere Tiere auch innerhalb der Stadtmauern Berlins gehalten worden. 1593 wurden Schlachtung und Handel wieder freigegeben, da zu wenig Lebensmittel in die Residenzstadt kamen. Kurfürst Friedrich Wilhelm der Große hatte um 1660 gerade die Straßen pflastern lassen, als er eine Gassenordnung erließ, die den Bürgern das Wegräumen z. B. der Misthaufen auferlegte. Dem wurde nicht ausreichend gefolgt, so dass der Kurfürst 1680 einen Gassenmeister anordnete, der täglich mit zwei Karren vor die Häuser fuhr, bei denen etwas wegzuräumen war, und der gegen ein paar Groschen u. a. den Mist auflud und abfuhr. Wer vor seinem Hause nicht gekehrt hatte, dem warf der Gassenmeister den Kot ins Haus. Da immer noch Klagen entstanden, dass die Schweine selbst in den Hauptstraßen noch gemächlich herumliefen, und alle Verordnungen nicht fruchteten, ließ der Kurfürst im Jahr 1681 das Mästen der Schweine in der Stadt ganz und gar verbieten.
Infolgedessen musste das Vieh vor den Toren der Stadt gehalten und bezogen werden. Der Platz am Georgentor, direkt vor der Stadtmauer zwischen Bastion 9 und 10, etablierte sich dazu. Seitdem hieß dieser Platz im Volksmund Ochsenplatz. Das Privileg, den Viehmarkt veranstalten zu dürfen wurde der Schenke zugesprochen. Schweine und anderes Vieh durften nur noch auf dem Weg zum Schlachthaus das Stadttor passieren, was der Thorschreiber zu beobachten hatte.

### Der Stelzenkrug ab 1705
Wesentliche Teile der Georgenvorstadt, auch einige der fünf Schäfereien und 17 Meiereien sowie die Schenke, waren als Vorwerk im Besitz der Königin Sophie Charlotte. Als sie 1705 starb, schenkte Friedrich I. das Gasthaus mitsamt dem Privileg den Viehmarkt abzuhalten und Viehhändler zu beherbergen, an die nahegelegene Anstalt für militärische Invaliden. Bis zu diesem Zeitpunkt wurde die Schänke oft auch Königin-Gasthof genannt. Die offizielle Bezeichnung in Amtsgeschäften war ab 1705 Invalidenkassen-Gasthof. Diesen Namen hat niemand verwendet. Der Volksmund vergab gängige Bezeichnung. Der Amtsrat Wilkins erklärt 1744 anlässlich einer weiteren Umbenennung in „Zur Preußischen Krone"“, dass einer der frühen Pächter auf Stelzen lief (Holzbein oder Krücken), und der Gasthof daher kurzerhand Stelzenkrug genannt wurde. Den Viehmarkt hält die Gaststätte ein paar mal im Monat ab.
Wegen der Vergrößerung Berlins lag 1734 der Ochsenplatz zwischenzeitlich im städtischen Gebiet. Daher wurde die sechzig Jahre zuvor errichtete Festungsmauer wieder abgerissen. 1739, als der Abriss am Georgentor (zur Krönung Friedrichs I. 1701 in Königsthor umbenannt) fertig war, wurde im Bereich der Mauern eine Straße am Ochsenplatz angelegt und erhielt den Namen Contre Escarpe (französisch für äußerer Grabenrand bei Befestigungen, auch in der Schreibweise Contrescarpe bekannt). Der Stelzenkrug lag an der Ecke Bernauer Straße und hatte die Hausnummer Contre Escarpe 46.
Der Betrieb des Gasthofs wurde durch die Invalidenkasse durchgängig einem Pächter überlassen. Die Zeitpacht wurde zu den entsprechenden Terminen öffentlich ausgeschrieben. Als erster Pächter begann Georg Winckler (ca. 1705–1708). Es folgten der Viehhändler Georg Spannagel (1708–1725), der Handelsmann Johann Georg Hansche (1725–1737), der Handelsmann Johann George Bölcke (1737–1743), Hansche noch einmal (1743–1744), der Fleischer Christoph Hermann (1744–1746), der Soldat Johann Calvary (1746–1756) und der Gastwirt Johann Gottfried Klaeger(1756–1765). Die jährliche Pacht steigerte sich von anfangs 200 Reichstaler auf 430 Taler zum Ende dieser Zeit. Bis zum Pächter Hermann ließen die Pächter das Haus in der Regel verfallen und es musste auf Kosten der Invalidenkasse zu jedem neuen Pachtbeginn neu renoviert werden. Erst ab dem Pächter Calvary mühten sich die Pächter um einen guten Zustand des Gasthofes.

### Erwerb des Stelzenkrug und der Privilegien
Am 30. Juli 1765 hat J. G. Klaeger den Stelzenkrug dann mit all auf ihm liegenden Privilegien für die stolze Summe von 12.600 Reichstalern vom Invalidenhaus als Höchstbietender in öffentlicher Auktion erworben. Wie stolz diese Summe war, zeigt sich im Vergleich mit dem Grundstück auf der anderen Straßenseite des Stelzenkruges. Dort, wo später das Haus mit den 99 Schafsköpfen errichtet wurde, befand sich seit 1743 der Gasthof zum Goldenen Hirschen. 1743 bezahlte der Gastwirt Bölke für dieses Grundstück 6650 Taler. Als er es 1760 an den Kaufmann Christian Homeyer verkaufte, erhielt er 6710 Taler. Es steht zu vermuten, dass der kräftige Aufpreis beim Stelzenkrug durch die Privilegien zustande gekommen ist.
Königin Sophie Charlotte hatte zu Lebzeiten die Grundstücke links neben dem Stelzenkrug sowie fünf in der Schützenstraße dahinterliegende zum Bebauen verschenkt. Die Eigentümer mussten jedoch einen jährlichen Grundzins an sie abführen. Die Grundstücke erhielten später den Namen Invalidenfreiheit. Zu den 1705 durch Friedrich I. an die Invalidenanstalt vergebenen, und nachher an J.G. Klaeger verkauften Rechten, gehörte neben dem Recht den Viehhandel dort abzuhalten laut Kaufbrief
- die Freiheit von allen bürgerlichen Lasten
- die Freiheit, Weine, auch fremde und einheimische Biere, ohne Erlegung der Magistrats-Einlage, zu verzapfen
- Reisende und besonders die Viehhändler mit allerhand Vieh aufzunehmen
- das Recht von den dazu gehörigen Fleischscharren den Erbkanon und
- von den auf der Invalidenfreiheit stehenden Häusern den Grundzins jährlich zu erheben.

Dies mag den hohen Kaufpreis erklären. J.G. Klaeger benannte den Stelzenkrug beim Erwerb in Gasthof „Zur Goldenen Krone“ um. Im Volksmund wurde er weiter als Stelzenkrug bezeichnet. Nicht zuletzt, weil der Teil der Contre Escarpe vor der Gaststätte, zwischenzeitlich offiziell den Namen „Contre Escarpe am Stelzenkrug“ trug. J. G. Klaeger starb 1773. Sein ältester Sohn Johann Christian Friedrich Klaeger erbte den Gasthof und die Privilegien.
1776 wurde eine Polizeiverordnung erlassen, in der es hieß:

„Laut Polizeyverordnung vom 19ten Septemb. 1776. muß das Vieh, es mag Namen haben wie es will, welches zum Verkauf in Berlin gebracht wird, sowohl während des Viehmarkts, als auch in jeder andern Zeit, an keinem andern Ort, als in und vor dem Gasthof auf der Königl. Vorstadt zum goldnen Hirsch, oder Stelzenkrug S. oben S. 25 Nr. 51. genannt, feil geboten oder verkauft werden. Auch ist allen Gastwirthen der andern Gasthöfe solches zu dulden verboten, und wenn es geschiehet, muß es dem Polizeydirektorium angezeiget werden.“

1784 gelingt es Johann Christian Friedrich, das General Direktorium des Königs davon zu überzeugen, ihm und dem Gastwirt des Goldenen Hirschen eine Urkunde auszustellen, die ihnen das alleinige Recht zur Durchführung des Viehmarktes erteilt.
Als der russische Kaiser Alexander I. 1805 Berlin besuchte, zog er über den Ochsenplatz zum Stadtschloss. Friedrich Wilhelm III. benannte den Platz aus diesem Anlass am 2. November 1805 in Alexanderplatz um, wie er auch heute noch heißt.
Mit Einzug der Gewerbefreiheit in Preußen, wurde 1810 die Pflicht zur Schlachtung in städtischen Schlachtereien aufgehoben und zahlreiche private Schlachtereien entstanden. 1819 wurde die Contre Escarpe ebenfalls zu Ehren des Zaren in Alexanderstraße umbenannt. 1820 verstarb Johann Christian Friedrich Klaeger der Ältere und vererbte seinem ältesten Sohn, der ebenfalls Johann Christian Friedrich Klaeger hieß, den Gasthof und die Privilegien.

## Entstehung des Klaegerschen Viehmarktes
Die Stadt Berlin hatte sich in der Betriebszeit des Stelzenkrugs verändert. 1765 hatte sie noch 125.139 Einwohner und 1820 schon 201.900. Der Bedarf an Fleisch hatte sich nahezu verdoppelt. Lag der Stelzenkrug zu seiner Errichtung noch vor der Stadtmauer, hatte sich die Stadt nun deutlich vergrößert und der Alexanderplatz war ein zentraler Platz in der Mitte Berlins. Der Trieb des Viehs zum Handelsplatz verursachte Unrat und Gestank. Die Schlachtabfälle der inzwischen oft privaten Schlachtereien wurden schon immer einfach in der Spree entsorgt. Der umzäunte Bereich auf dem Alexanderplatz reicht nicht mehr aus, um die Menge an Vieh zu handeln, die in der Stadt benötigt wird. Ein Amtsrat beklagt in einem Aktenvermerk das Schreien der Viehhändler und das Gebell der Hunde, welches in den Wintermonaten ab fünf Uhr morgens einsetzt und im Sommer schon ab zwei. Anlässlich der Eröffnung des Königstädtischen Theaters 1824 am Alexanderplatz, soll sich der König missfällig über die Gatter und Barrieren vor dem Stelzenkrug geäußert haben. Dem Besitzer des Goldenen Hirschen kauft Klaeger 1825 das bis dahin zweigeteilte Recht zur Durchführung des Berliner Viehmarktes für 16.000 Taler ab. Im Magistrat der Stadt gab es aber bereits Bemühungen, den Viehmarkt und die Schlachterei wieder in staatliche Hand zu bringen. In anderen europäischen Großstädten war dies bereits so umgesetzt. Es scheiterte jedoch daran, dass der Magistrat mehrfach die damit verbundenen hohen Kosten nicht übernehmen wollte. Angeblich um dem König zu gefallen, und zur Verschönerung der Stadt beizutragen, schlägt Johann Christian Friedrich Klaeger dem König vor, den Viehmarkt auf ein von ihm bereits vorher für 20.000 Taler (die Stelle liegt heute am Platz der Vereinten Nationen 3–7) erworbenes Grundstück am Landsberger Tor vor der Zoll- und Akzisemauer zu verlegen. Es ist wahrscheinlich, dass Friedrich befürchtet hat, dass sein in Privatbesitz befindlicher Viehmarkt entweder einem anderen Bewerber zugeschlagen wird, oder sogar in Staatshand übergeht. Täglich werden angeblich zu diesem Zeitpunkt 7000 Stück Hammel, 600 Ochsen und 700 Schweine verkauft. Der König stimmte zu, und so gelang es, dass J.C.F. Klaeger auch seine ererbten Rechte ausspielte und am 4. November 1825 „eine Concession zur Anlage des bekannten Viehmarkts am Landsberger Thor, unter der Bedingung, daß bei Eintreten polizeilicher Nothwendigkeit die Verlegung des Marktplatzes und die Anlegung eines anderen Platzes angeordnet werden dürfe“, erteilt wurde.
J.C.F. Klaeger erwarb dazu günstig ein großes Grundstück vor der Stadtmauer, die jetzt nicht als Schutzmauer, sondern eher als Zollgrenze mit Holzpalisaden ausgeführt war, direkt vor dem Landsberger Tor. Als Anschrift findet sich die Landsberger Straße 86 (bereits im Adressbuch von 1812 ist Klaeger als Eigentümer des Grundstücks Landsberger Straße 80 ausgewiesen). Es müsste die Stelle am heutigen Platz der Vereinten Nationen 3–7 sein. Während am Alexanderplatz die ersten Gaslaternen in Betrieb genommen wurden, wurde der Klaegersche Viehmarkt gebaut und 1826 in Betrieb genommen. Eine zeitgenössische Schilderung von 1829 beschrieb den Viehmarkt so:

„Ein schönes, zwei Etagen hohes, massives aufs Beste eingerichtetes Gast- und Wohnhaus, mit seinen beiden kleinen Nebengebäuden, wovon das hintere als Schenke für die Viehtreiber und andere hierher gehörige Dienstboten bestimmt ist, bezeugen, daß der Besitzer auch in der Auswahl der Bauart den Zweck mit gutem Geschmack zu verbinden wußte. Das Etablissement hat von der Straße aus fünf Thorwege; der erste führt zum Garten und kommt weiter nicht in Betracht. Die andern Thorwege sind zum Ein- und Austreiben dieser oder jener Gattung von Schlachtvieh bestimmt. In der Mitte des Hofes, hinter dem großen Wohngebäude, befindet sich ein 200 Fuß langer und 64 Fuß breiter massiver Stall, dessen linke Hälfte, der ganzen Länge nach, zur Aufnahme der Schweine, und dessen rechte Hälfte zur Aufnahme der Hammel und Schaafe bestimmt ist. Beide Hälften sind wieder in kleine Abtheilungen getheilt. Zwischen diesem Stall und den Hof rechts und links schließenden Gebäuden befinden sich regelmäßige Höfe, auf denen in gehöriger Ordnung oben offene Verschläge von Bohlen oder Buchten für Hammel und Schwein eingerichtet sind. Außerdem sind noch auf einem besonderen Hofe mehrere bedeckte Buchten für die nämliche Vieharten, und zwei bedeutende Ställe theils für Rindvieh, theils für Hammel und Schweine, so daß diese Ställe und Buchten hinreichen, um an einem Tage bis 4000 Schweine und bis 6000 Hammel aufzunehmen. Die Gebäude und Höfe werden durch ein mit allen möglichen Bequemlichkeiten eingerichtetes Schlachthaus für einzelne Fälle beschlossen. Aus einem besondern Hofe sind durch Barrieren abgetheilte Räume, wie sie früher vor dem Stelzenkrug waren, jedoch in größerer Anzahl, sie sind nicht nur gepflastert, sondern es führen auch gepflasterte Dämme zu denselben, und es können über 1000 Stück Rindvieh dort aufgestellt werden. Hinter diesen Barrieren steht ein Schuppen von 135 Fuß Länge und 35 Fuß Breite, worunter die Kälber zum Verkauf gelagert werden, und den man also als den Kälbermarkt betrachten kann. Neben und hinter diesem Schuppen ist noch Platz zur Vergrößerung des Geschäftslokals, denn der ganze Schlachtviehmarkt hat 16 Magd. Morgen Grundfläche. Der Hof wird durch einen kleinen Thurm, mit einer Schlaguhr versehen, geziert, und zur nöthigen Beleuchtung sind allenthalben Laternen angebracht. Alle Abflüsse fließen in Senkgruben zur Erhaltung der Reinlichkeit selbst in der schlechtesten Jahreszeit. Dem Besitzer ist, in Folge seiner Concession, erlaubt, täglich dort Schlachtvieh zum Verkauf aufzustellen; jährlich einmal wird aber auch ein Viehmarkt auf dem sogenannten Schützenkirchhofe abgehalten.“

Große Teile der baulichen Beschreibung entstammen den Auflagen aus der Konzession. Neben dem vorgeschriebenen Uhrenturm musste auch ein Zimmer für den täglich dort dienstverrichtenden Polizisten reserviert und möbliert werden. Zu beachten ist, dass das angegliederte Schlachthaus nur für einzelne Fälle, wie z. B. Notschlachtungen, bestimmt war. Die Gesamtanlage diente fast ausschließlich nur dem Handel mit Vieh. Zur Schlachtung war das erworbene Vieh weiterhin zu den privaten Schlachthäusern oder dem städtischen Schlachthaus zu treiben. Auch hier gibt es wieder einen Hinweis aus einem Handbuch der Polizei, welches das praktische Monopol des Handels beschreibt:

„2. Verordnung des K. P.-P. z. B. v. 8. März 1847, betr. das Verbot des Vorkaufs von Schlachtvieh.
Da das Edikt über den Vor- und Aufkauf vom 20. November 1810 (G.-S S. 100) durch § 80. der Allgem. Gewerbe-Ordnung vom 17. Januar 1845 für aufgehoben zu erachten ist, so wird anstatt des auf ersteres Gesetz gegründeten Publikandums vom 22. November 1836 (Amtsblatt S. 319) hierdurch bekannt gemacht, daß bei dem hiesigen Bestehen eines täglichen Marktes für Schlachtvieh jeder Verkauf von solchem, aus anderen Orten hierher gebrachtem Schlachtvieh, außerhalb des an dem Landsberger Thore gelegenen Marktplatzes verboten und an dem Verkäufer und Käufer gleichmäßig mit der in § 187. der Gewerbe-Ordnung festgesetzten Geldbuße bis zu 20 Thalern oder verhältnißmäßigem Gefängnis zu bestrafen ist.“

Der Stelzenkrug blieb bis mindestens 1826 in Familienbesitz. Gemäß der Konzession war mit Übergang des Geschäfts auf den Markt an der Landsberger Straße 86 jede weitere Handelstätigkeit auf dem Alexanderplatz einzustellen. Der Platz, der dort durch die Gatter für den Handel abgeteilt war, ging zu diesem Zeitpunkt in den Besitz des Staates über.
Da auf dem Markt auch Vieh aus Mecklenburg gehandelt wurde, berichtete zum Beispiel auch eine Zeitung aus Stralsund regelmäßig über den Umfang der Handelstätigkeit. 1841 steht dort:

„Berliner Viehmarkt. – Vom 20. bis incl. 24. Septbr. c. wurden an Schlachtvieh auf hiesigen Viehmarkt zum Verkauf aufgetrieben: An Rindvieh 406 Stück aus Mecklenburg, Pommern, dem Oderbruche und der Mark. Die Preise waren mittelmäßig. 100 U. bester Waare wurden für 11 bis 12 Rthlr., Mittelwaare für 9 à 10 Rthlr. verkauft. Der Handel war lebbaft. An Schweinen 1415 Stück, größtentheils aus Pommern, dem Netze und Warthebruche, zum Theil auch aus dem Mecklenburgischen. Die Preise waren im Durchschnitt nur mittelmäßig, 100 U. bester Kernwaare wurden für 11 Rthlr., Mittelwaare für 10 Rthlr. verkauft. Der Handel konnte lebhafter sein. – An Schaafvieh 6890 Stück, größtheils aus Pommern, Mecklenburg und der Mark. Obgleich fette Waare zu den Preisen von 4 à 44 Rthlr. verkauft wurde, so waren die Preise für Mittelwaare sehr geringe. Der Handel würde lebbafter gewesen sein, wenn der Markt von auswärtigen Käufern mehr besucht wurde. – An Kälbern 280 Stück aus Mecklenburg, dem Land Ruppiner und den Havelländischen Kreisen. Die hohen Preise waren auch in dieser Woche anhaltend.“

Der Klaegersche Viehmarkt florierte. Die Bürger sind mit der Verlegung an den Stadtrand zufrieden. Nach umgerechneten Zahlen von 1879 dürften um 1842 in Berlin bei ca. 330.000 Einwohnern etwa 420.000 Zentner Fleisch im Gesamtwert von 6,7 Millionen Talern verzehrt worden sein.

## Niedergang
Verschiedene Faktoren führten zum Niedergang des Klaegerschen Viehmarktes. Das Wachstum der Stadt und der damit zunehmende Fleischverzehr dürften ein Grund gewesen sein. Bürger beschwerten sich über die nachlassende Qualität des Fleisches. Die zunehmende Menge zu handelnden Viehs hat zu einer Vernachlässigung der Hygiene geführt. Diese wurde auch von Rudolf Virchow kritisiert. Die 1829 noch hochgelobte Größe des Viehmarktes erschien wiederum zu klein. 1842 wurde das letzte städtische Schlachthaus geschlossen. Die Qualität der Schlachtungen in Privatschlachtereien wurde auch im Magistrat immer wieder thematisiert. Um diese Probleme in den Griff zu bekommen, wurde 1848 eine Wochenmarktverordnung eingeführt, die auch für den Viehhandel galt. Ab 1853 war ein für Berlin ernannter Kreis-Tierarzt für die Kontrolle der Schlachtereien, Vieh- und Wochenmärkte wegen der Qualitätsprobleme zuständig gemacht worden. Die Regulierung des Handels nahm deutlich zu. Im Fokus des Magistrats standen die Bemühungen um eine Verstaatlichung der Schlachterei und zur Vereinfachung auch des Handels.
1863 verstarb Johann Christian Friedrich Klaeger der Jüngere. Er vererbte den Viehmarkt offenbar gleichberechtigt seinen drei lebenden Kindern und ihren Ehepartnern. Öffentlich ist ab da nur noch von der Klaegerschen Erbengemeinschaft die Rede.
Die Mühungen des Magistrats führen am 16. November 1864 durch Polizeiverordnung zum Verbot des Treibens des Viehs durch die Straßen vom Klägerschen Viehhof in die innere Stadt. Der Polizeipräsident v. Bernuth, zuständig für die Vergabe der Konzessionen, lehnte im gleichen Jahr einen weiteren Viehmarkt in Berlin jedoch ab. Auch wenn sich die Überlegungen des Magistrats auf die Schlachthäuser konzentrierten, so wurde auch der Markt immer wieder in die Überlegungen mit einbezogen. Nicht zuletzt weil sich von Osten her die Rinderpest (Trichineninfektionen) ausbreitete.
Neben den Hygieneproblemen und den Bemühungen des Magistrats entstand dem Viehmarkt aber auch von anderer Seite das Problem wirtschaftlicher Konkurrenz. Die zunehmenden Einnahmen blieben anderen Berliner Unternehmern nicht verborgen. Am 27. Juni 1867 wurde Dr. Martin Ebers vom frisch im Amt befindlichen Polizeipräsident v. Wurmb „eine Concession zur Errichtung eines Viehhofs aus einem, zwischen der Acker- und Brunnenstraße gelegenen, 24 Morgen großen Terrain und zur Abhaltung von Viehmärkten ertheilt“. Das Merkwürdige daran war, dass der Polizeipräsident dem Magistrat diese Tatsache ein halbes Jahr lang verschwiegen hat, obwohl er von den staatlichen Bemühungen um den Viehhandel wissen musste. Hr. Ebers verkaufte das Terrain mit Gewinn an die Sponholz & Comp., Viehmarkt-Actiengesellschaft. Nach einem Streit, ob auch die eigentlich personengebundene Concession verkaufsfähig sei, überzeugte die Actiengesellschaft die Stadt, in den Aufbau des Marktes durch Erwerb von Aktien der 1868 gegründeten Commanditgesellschaft A. Sponholz & Co. einzusteigen und so die Ziele des Magistrates zu erreichen. Das Handelsministerium erklärte dann auch die Concession für verkaufsfähig. Die Actiengesellschaft fing an zu bauen. Es gingen ihr jedoch die Mittel aus. Im Dezember 1868 erklärte der Magistrat gegenüber dem Handelsministerium, dass es seine Absicht gewesen sei, mit der Klaegerschen Erben in Unterhandlung zu treten, um das Eingehen dieses Markts herbeizuführen, sobald die Stadt selbst einen Viehmarkt zu eröffnen in der Lage sein würde. Das Handelsministerium lehnte dieses Vorgehen ab.
Bethel Henry Strousberg, in Berlin auch als Eisenbahnkönig bekannt, übernahm daraufhin die Geschäfte und investierte erheblich, so dass der Bau wieder voranschritt. Außerdem kaufte er weitere Nachbargrundstücke hinzu, so dass der neue Berliner Viehmarkt ein wesentlich größeres Areal beanspruchte.

„Während der Fortsetzung des Bauarbeiten kam der Herbst 1870 heran. Ein auf dem alten Klaeger’schen Viehhof beobachteter Rinderpestfall war Veranlassung, den noch unvollendeten neuen Viehhof im November 1870 dem Verkehr zu übergeben. Die Berliner Schlächter durften bis zur vollständigen Tilgung der Ansteckungsgefahr und Uebertragung nur in den neuen Schlachthäusern des Actien-Viehhofs schlachten, es durfte kein Vieh den Viehhof verlassen. Der alte Klägersche Viehmarkt, welcher keine Schlachthäuser hatte, wurde natürlich momentan und vorübergehend polizeilich geschlossen.“

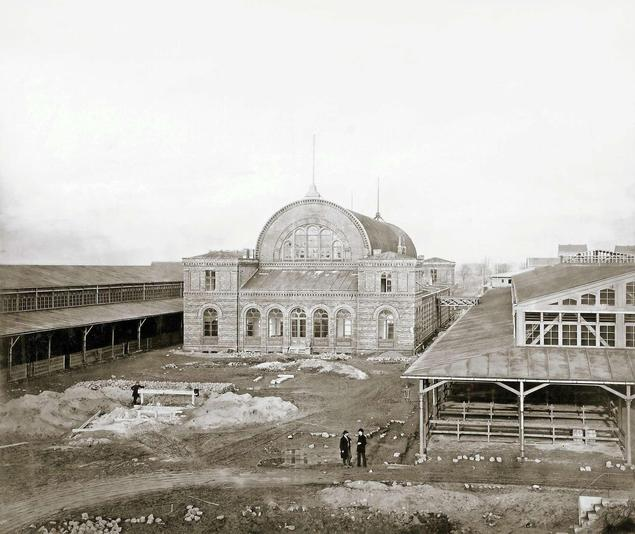
Gesundbrunnen Vieh- und Schlachthof Strousberg 1870

Nachdem die Rinderseuche bekämpft war, wurde der Klaegersche Viehhof zwar wieder eröffnet und einiges Vieh zum Verkauf gestellt, das Schicksal des Hofes war jedoch besiegelt. Das Polizeipräsidium untersagte zunächst den Trieb durch die Straßen zum Viehhof. Vieh musste mittels Fuhren dorthin verbracht werden. Der Weg von den Bahnhöfen zum neuen Viehmarkt war viel einfacher. Nachdem Dr. Strousberg auch die Erlaubnis erhielt, eine Verbindungsbahn durch den Humboldthain zu legen und der Viehtransport seitens des Polizeipräsidium nur noch dort möglich war, ging der Klaegersche Viehhof ganz ein.
Es gab das Gerücht, dass Dr. Strousberg die Absicht hatte, den Erben den Klaegerschen Viehhof abzukaufen. Nachdem dazu aber keine Notwendigkeit mehr bestand, nahm er von dieser Idee abstand. Die Klaegerschen Erben haben übrigens einen bescheidenen Trost gefunden, indem sie einige Jahre später, zur Gründerzeit, einen Käufer fanden, der ihnen eine sehr erhebliche Kaufsumme für den alten Viehhof zahlte und denselben als Bauterrain verwertete.
Der von Dr. Strousberg errichtete Berliner Viehmarkt mit angeschlossenem Schlachthof übernahm das Viehhandelsmonopol in Berlin bis zur Eröffnung des städtischen Zentralvieh- und Schlachthofs.

## Gebäude

### Gebäude Stelzenkrug

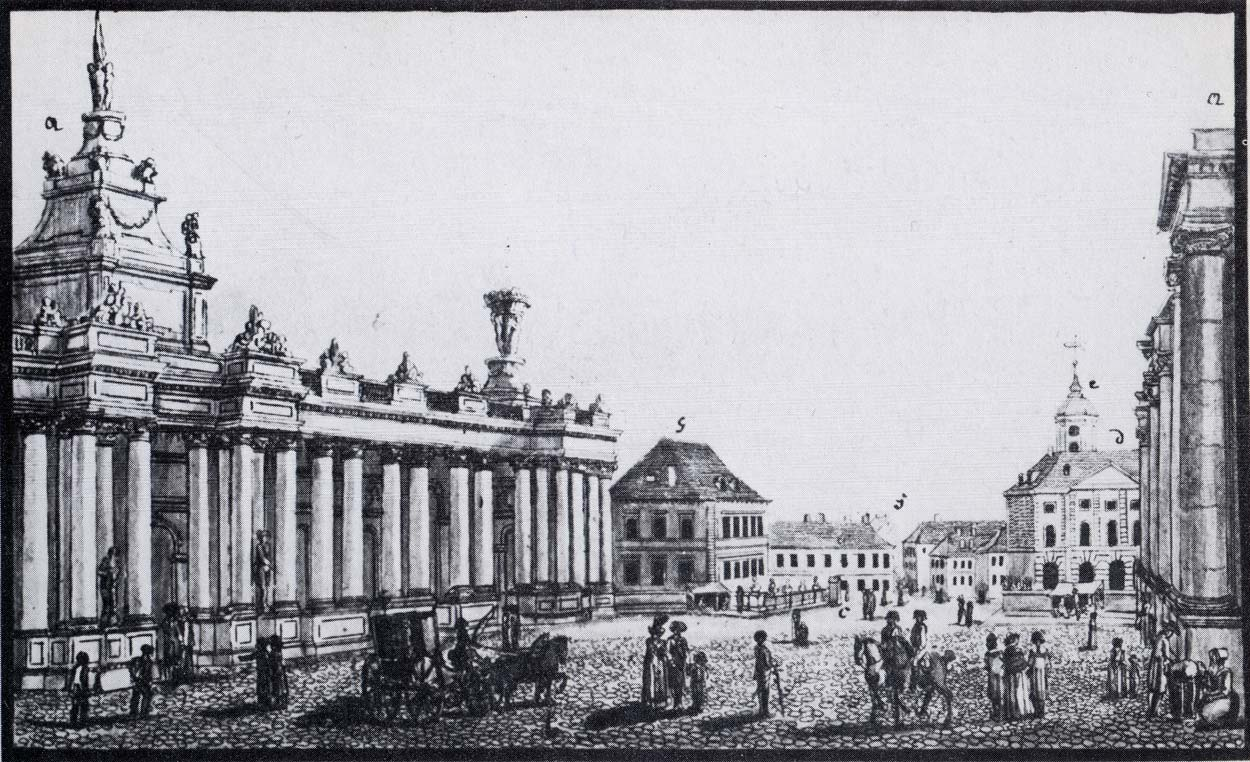
L.L.Müller: Blick Richtung Stelzenkrug

Das genaue Aussehen des Stelzenkruges ist nur aus Bauakten der Invalidenkasse bekannt. Eine zeitgenössische Handzeichnung von Leopold Ludwig Müller von 1784 zeigt im Hintergrund ein zweigeschossiges Gebäude. Andere Zeichnungen sind leider fast immer vor dem Stelzenkrug stehend, mit Blick auf die Königskolonnaden, entstanden. Auf ihnen ist meist noch die Umzäunung des Viehbereiches mit eingezeichnet, sodass sich dieser Standpunkt ermitteln lässt.
Auf Stadtplänen ist der Stelzenkrug oft als ein Gebäudeteil eines Karrees, gebildet aus Contre Escarpe (Ochsenplatz), Neue Königsstrasse (Bernauer Straße), Schützenstraße und Prenzlauer Straße zu erkennen.
Die Akten der Invalidenkasse zeigen die Position des Gebäudes um 1704 bis 1743, bei dem nur das Eckgebäude an der Contre Escarpe und Bernauer Straße vorhanden war. Dieses ragte jedoch etwa 15 Meter in den Platz hinein.
1743 sollte das Gebäude erweitert werden. Dazu war eine Verlängerung in Westrichtung, auch auf dem Gelände des ehemaligen St. Georgen-Hospitals, sowie eine Verlängerung an der Bernauer Straße bis zur Schützenstraße geplant. Der Bau begann. Im September 1743 ließ der Sur Intendent Georg Wenzeslaus von Knobelsdorff den König wissen, dass eine Fluchtbegradigung zu den angrenzenden Gebäuden, den Gestaltungsplänen der Vorstädte besser entsprechen würde. Nach einem kurzen Baustopp, entschied der König, dieser Empfehlung zu folgen. Das alte Eckhaus des Stelzenkruges wurde abgerissen und der Neubau nach den zur Kosteneinsparung überarbeiteten Plänen des von Knobelsdorff ausgeführt. Die Grundansicht muss vorher dem Neubau bereits ähnlich gewesen sein, da der alte Stelzenkrug ja in den Neubau integriert werden sollte. Im Sommer 1744 ist der Bau grundsätzlich fertig. Er ist zweistöckig wie viele Gebäude an diesem Platz. Auf Vorschlag des Amtsrats Wilkins erhält der Gasthof ein Schild mit goldener Schrift und dem Namen „Zur Preußischen Krone“.

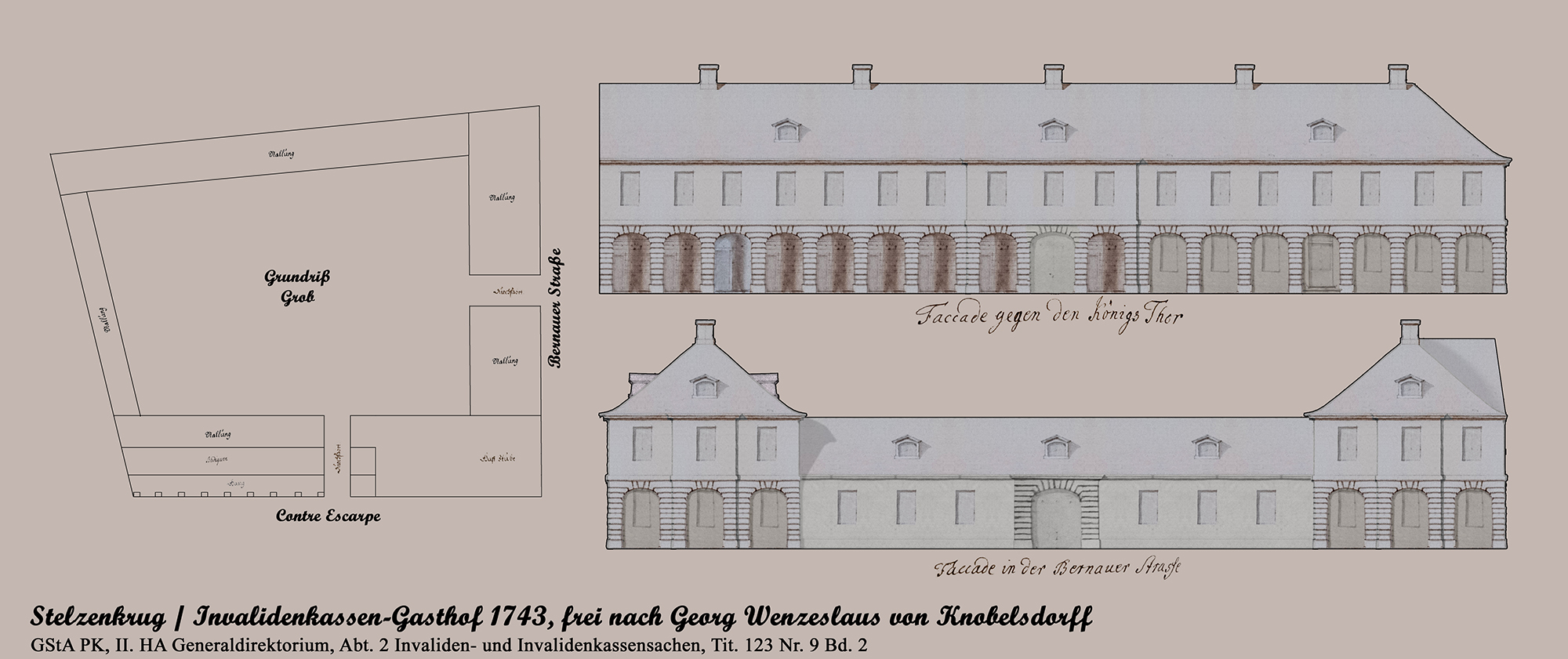
Stelzenkrug 1743

Vor dem Stelzenkrug wird auch der Platz nach Knobelsdorffs Plänen neu angelegt und direkt vor dem Gasthof wird ein großer, mit Gattern umzäunter Bereich, zum Ausstellen des Viehs angelegt, nur unterbrochen von einer Zufahrt zum zentralen Hoftor des Stelzenkruges. Zeigen die alten bildlichen Zeichnungen vor dem Gebäude noch ein einfaches Holzgatter, welches alles Vieh umschlossen hatte, so zeigen schon die Stadtpläne ab 1806 in der Regel eine Unterteilung des Gatterbereichs, auf die auch Mila in seiner Beschreibung des neuen Viehmarktes verwiesen hat. Auf einem Gemälde zur Märzrevolution 1848 ist der Stelzenkrug (links dargestellt) als dreistöckiges Gebäude gemalt. Hinweise darauf, dass auch der Stelzenkrug, ähnlich dem Haus der 99 Schafsköpfe, in der Zeit um 1783 von Georg Christian Unger abgerissen und neu gebaut wurde, finden sich nicht. Bautätigkeiten müssen an dem Gebäude jedoch stattgefunden haben, und wenn nur dieses eine Stockwerk hinzugefügt wurde.

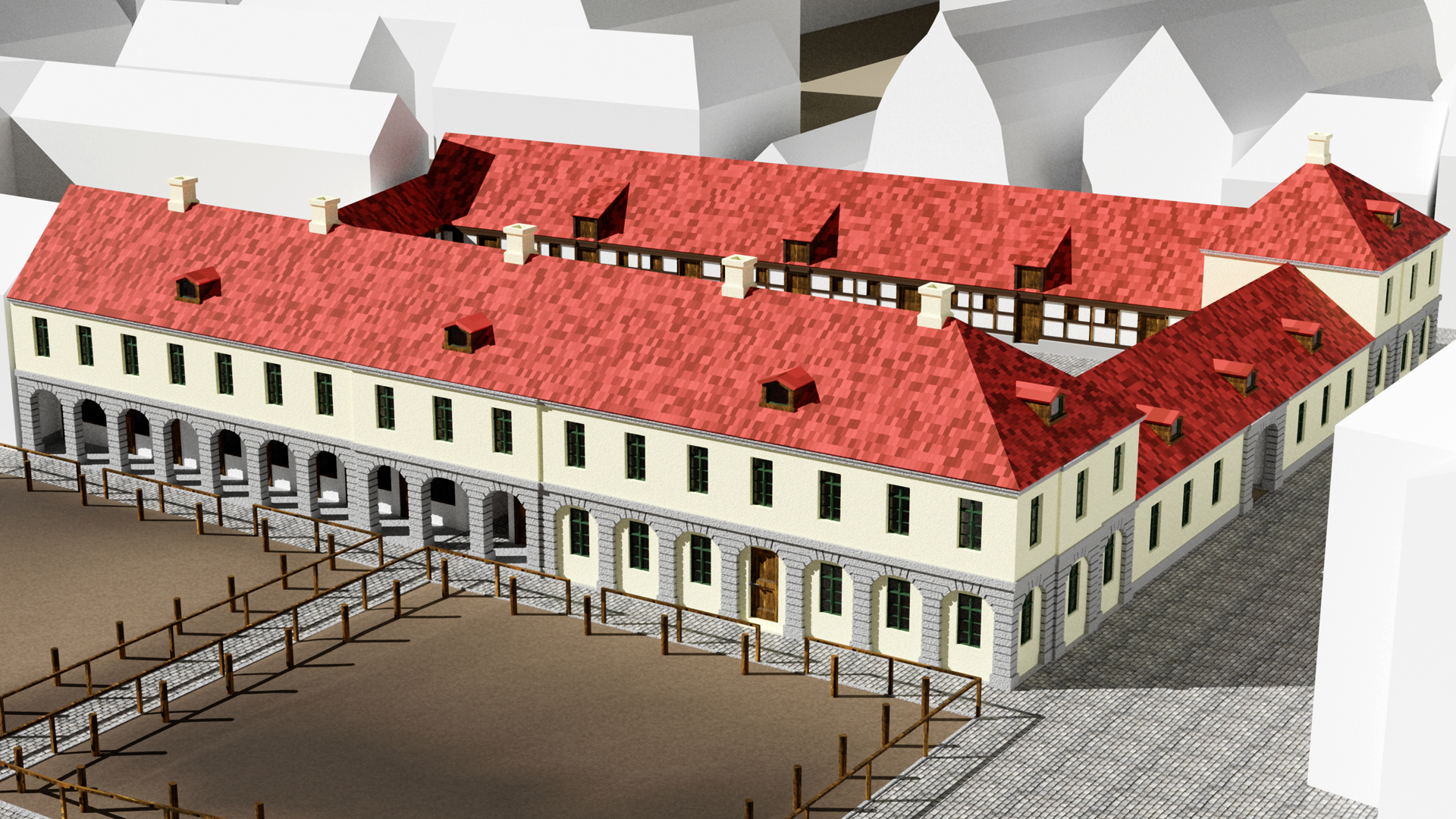
3D-Modell Stelzenkrug 1743

Das Gebäude des Stelzenkruges wurde schließlich vor 1882 abgerissen. Von 1882 bis 1884 wurde an dieser Stelle das Grand Hotel Alexanderplatz gebaut. 1919 wird das Hotel wieder geschlossen und in ein Geschäftshaus umgewandelt. In den dreißiger Jahren wird es von der Engelhardt Brauerei erworben und im Zweiten Weltkrieg schließlich zerstört. Auf bekannten, alten Fotografien ist ausschließlich dieses Hotelgebäude am Standort des ehemaligen Stelzenkruges zu sehen. Aus der Zeit des alten Stelzenkruges existieren nur noch die Königskolonnaden, die heute jedoch in Berlin-Schöneberg stehen. Der Standort des Stelzenkrugs ist jetzt ein Teil des nördlichen freien Platzes direkt neben den Straßenbahnschienen auf dem Alexanderplatz.

### Gebäude Klaegerscher Viehmarkt
Bei diesem Gebäude scheint es sich um ein schönes, sehenswertes Phantomgebäude zu handeln. Weder vom Landsberger Tor an diesem Standort, noch vom Viehmarkt selbst, finden sich derzeit zeitgenössische Zeichnungen oder Fotografien. Gebaut wurde das Gebäude zwischen 1825 und 1826.
Nur J. C. Selters Karte von 1846 lässt eine genauere Lokalisierung des Standortes zu. Auf der Karte ist auch direkt außerhalb des Landsberger Tores gelegen, ein Viehkrug eingezeichnet. Ob und in welchem Zusammenhang diese Gaststätte zum Viehmarkt steht, ist derzeit nicht bekannt. Schließlich ist nur die Angabe von Otto Hausburg bekannt, dass das Viehmarktsgelände nach der Schließung zu Bauzwecken veräußert wurde. Historische Gebäude stehen an dieser Stelle nicht mehr, so dass der Viehmarkt irgendwann abgerissen worden sein muss oder spätestens im Zweiten Weltkrieg Opfer der Bombardierungen an dieser Stelle geworden sein muss. Heute befindet sich das Grundstück direkt an der südöstlichen Ecke der großen Kreuzung am Platz der Vereinten Nationen. Der spätere städtische Zentralvieh- und Schlachthof war östlich davon gelegen.

## Mord und Folter
Insbesondere Anfang bis Mitte des 19. Jahrhunderts gab es zahlreiche Veröffentlichungen zu einem Ereignis, das angeblich 1754 im Stelzenkrug stattgefunden haben soll. Die kinderlose Wirtin und Witwe im Stelzenkrug soll eines Morgens erdrosselt mit einem Strick um den Hals in ihrem Bett aufgefunden worden sein. Der einzige Gast, ein Kandidat der Theologie, wurde festgenommen, verhört und gefoltert und gestand die Tat. Bevor das Todesurteil vollstreckt werden konnte, wurde aufgrund von Unstimmigkeiten oder Einwänden der Bürger noch einmal nachermittelt. Ein Scharfrichter bemerkte, dass der Knoten des Stricks zunftgetreu geknüpft war. Daraufhin wurden ein oder zwei Scharfrichterknechte aus Spandau, Brüder der Witwe, als Täter ermittelt und gestanden die Tat ohne Folter. Aus diesem Anlass soll Friedrich der Große die Folter abgeschafft haben.
Aufgrund der bekannten Besitzverhältnisse und weil Friedrich der Große die Folter bereits 1740 abgeschafft hat, kann diese Variante nicht stimmen. Möglicherweise fand der Mord tatsächlich statt. Aber zur Datierung bemerkt Karl Heinrich Siegfried Rödenbeck im Jahr 1840 mit Verweis auf eine Quelle von 1741, dass der Mord tatsächlich am 22. Juni 1736 geschehen ist und die Scharfrichterknechte am 25. Januar 1737 hingerichtet wurden. Der dort geschilderten Geschichte fehlt der Stelzenkrug und der Kandidat, die Beschreibung der eigentlichen Tat stimmt aber sehr genau. So mag sie dann Vorlage für die später beschriebene urbane Legende sein.

## Monopol
Monopol ist ein starker Begriff. Ein tatsächlich ausschließliches Recht auf die Durchführung des Viehhandels hatte der Klaegersche Viehmarkt tatsächlich nie. Allerdings gehörte der Anspruch darauf, zu den fortwährenden Begleitumständen, der zumindest immer zu einer marktbeherrschenden Stellung des klaegerschen Viehhandels geführt hat.
1681 begann alles mit dem Schweinemastverbot in Berlin und der Erteilung des Handelsprivilegs an die Schänke am Ochsenplatz. Derzeit ist diese Formulierung nur aus späterer Literatur, insbesondere von Friedrich Nicolai bekannt. Die erste amtliche Erwähnung findet sich in der Schenkungsurkunde von Friedrich I. an die Anstalt für militärische Invaliden vom 29. Juni 1705. Dort wird erwähnt, dass alle Privilegien, Freiheiten und Gerechtigkeiten auf den Beschenkten übergehen. Außerdem dürfen sie veräußert werden. Sie sind nur nicht einzeln aufgeführt.
Die folgenden Pachtverträge beinhalten in der Regel unter anderem das Recht, Reisende und besonders die Viehhändler mit allerhand Vieh aufzunehmen. Aber auch diese Formulierung gewährt kein exklusives Recht auf den Viehhandel. Dennoch muss entweder eine bisher nicht bekannte Urkunde existieren, oder es muss ein Gewohnheitsrecht gegeben haben, welches die Pächter zu der Annahme verleitet, dass sie hier ein exklusives Recht genießen. Denn 1730 beschwert sich Hansche über die Wirtin des Roten Adlers, die illegal Viehhandel betrieben hat. 1737 beschwert sich Bölcke, dass die Privilegien zum Viehhandel nicht ausreichend geschützt würden. In der Ausschreibung 1740 wird erwähnt, dass die Pacht mit dem alltäglich dort stattfindenden Viehmarkt verbunden ist. 1746 beschwert sich Calvary, dass der nunmehr den Goldenen Hirsch bewirtende Bölcke ihm die Viehhändler und das Vieh wegnimmt. Bei all den Beschwerden fordern sie den Schutz und die Durchsetzung ihrer Privilegien durch den König. 1758 beginnt Johann Gottfried Klaeger mit den umfangreichsten Beschwerden. Zunächst mit Bezug auf die Kriegszeiten, möchte er einen Zwang zum Vieheintrieb durch das Landsberger Tor und der Einstellung in seinem Viehhof. 1760 bekräftigt er das und löst eine größere amtliche Untersuchung aus. Die Akte folgt seiner Eingabe jedoch nicht, und verweist darauf, dass Klaeger den Krieg aushalten muss, wie alle anderen Bürger auch.
1776 konzentriert die Polizeiverordnung das Recht zum Viehhandel immerhin auf den Goldenen Hirsch und den Stelzenkrug. Am 29. September 1784 stellt das General Directorio des Königs dem Klaeger und dem Wirt des Goldenen Hirschen eine gleichlautende Urkunde aus, wonach sie das exklusive Recht auf den Viehhandel innehaben.
Friedrich Nicolai beschreibt 1786 die aktuelle Situation so, dass alle Kälber auf dem Werderschen Markt gehandelt werden müssen. Alles andere Schlachtvieh vor dem Stelzenkrug. In Schriften zum Anfang des 19. Jahrhunderts wird bezgl. des Namens in der Vergangenheitsform darauf verwiesen, dass dort früher Kälber gehandelt wurden. Weit nach der Zeit des aktiven Handels dort schreibt Wilhelm Mila 1829:

„Das schon erwähnte, aus zwei Geschossen bestehende und mit einem Thurm versehene Friedrichswerdersche Rathhaus und die Friedrichswerdersche Kirche haben dem zwischen der Marktstraße, der Straße am alten Packhof, der Niederlage und Niederlagewallstraße gelegenen werderschen Markt den Namen gegeben; im gemeinen Leben hieß er lange Zeit auch der Kälbermarkt, als auf dem Platze zwischen der Kirche und den Häusern No. 1-4 Kälber auf Wagen mit herunterhängenden Köpfen und durch ihr jämmerliches Blöcken die Aufmerksamkeit und das Mitleiden der Vorübergehenden erregend, an gewissen Tagen der Woche dort feil geboten wurden.“

Auch der Erwerb des Viehhandelsrechts aus dieser Urkunde vom Goldenen Hirschen und die Erteilung der Konzession von 1825 führen nicht zu einem echten Monopol. Andere Verkaufsorte, wie z. B. für Kälber am Alexanderplatz, für Kühe in der Kommandantenstraße und vor dem Oranienburger Tor bleiben ausdrücklich in der Konzession erlaubt. Die letzte Polizeiverordnung von 1847 zeigt allerdings, dass diese Orte dann in der Praxis wohl keine Rolle spielten. Auch den Behörden war die Konzentration auf einen Ort lieber, da sich der Handel so viel besser kontrollieren ließ. Der Mangel an Erteilung weiterer Privilegien und Konzessionen führte immer zur Konzentration auf den von der Familie Klaeger betriebenen Viehmarkt. Und so war der Verkauf außerhalb desselben auch amtlich verboten.
Verschiedentliche Statistiken in älteren Büchern zeigen im Übrigen eine deutlich höhere Zahl an Viehhändlern. Dies ist jedoch kein Widerspruch, denn der Viehmarkt wurde von nur einem Veranstalter betrieben. Auf dem Markt jedoch führten zahlreiche Händler und Kommissionäre den eigentlichen Handel durch. So waren auch Geschwister des eigentlichen Viehmarktbesitzers als Kommissionäre tätig.